# Plage de Roume
Pour les articles homonymes, voir Roume.
La plage de Roume est une plage de sable à l'ouest de Conakry en république de Guinée.

## Géographie
La plage de Roume se situe sur l'île de Roume, la plus éloignée de Conakry.
On y accède par la voie maritime par pirogues motorisées ou bateau de plaisance, à partir de Conakry (30 minutes de trajet).

## Fréquentation
La plage permet d'organiser des sorties en famille, fêtes et commémorations nationales et des excursions de touristes.

## Composition
Les plages de Roume sont réparties en trois zones :
- La plage de Guiakhambi qui signifie en français « plage derrière la montagne », située sur la face Sud de l'île de Roume
- La plage du Gouverneur, la plus fréquentée et porte le nom de l'ancien gouverneur général de l'AOF.
- La plage de pokia, située sur la face nord de l'île, serait le site qui a inspiré la zone où s'est échoué L'Hispaniola dans le livre L'Île au trésor de Robert Louis Stevenson.

## Galerie

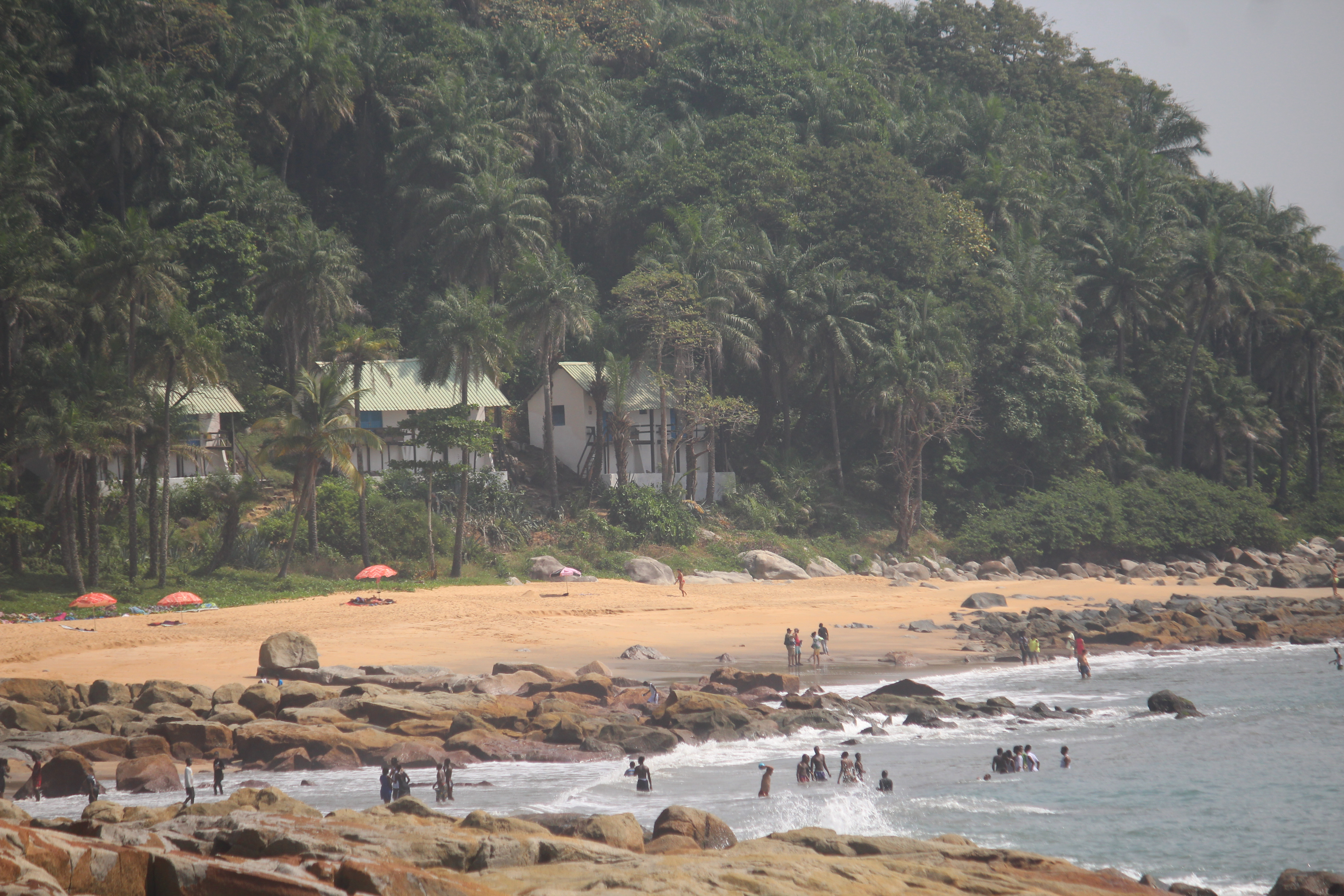
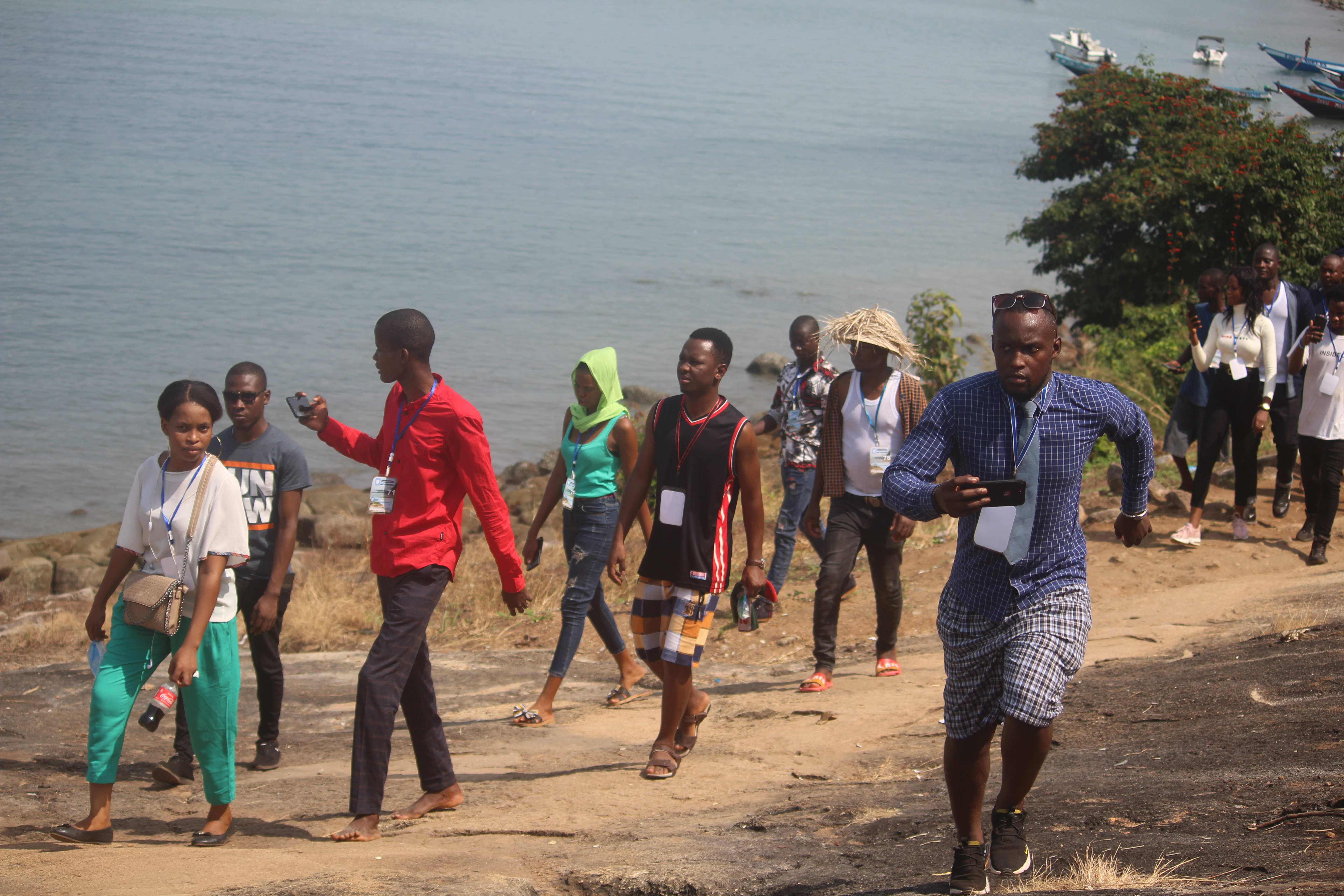
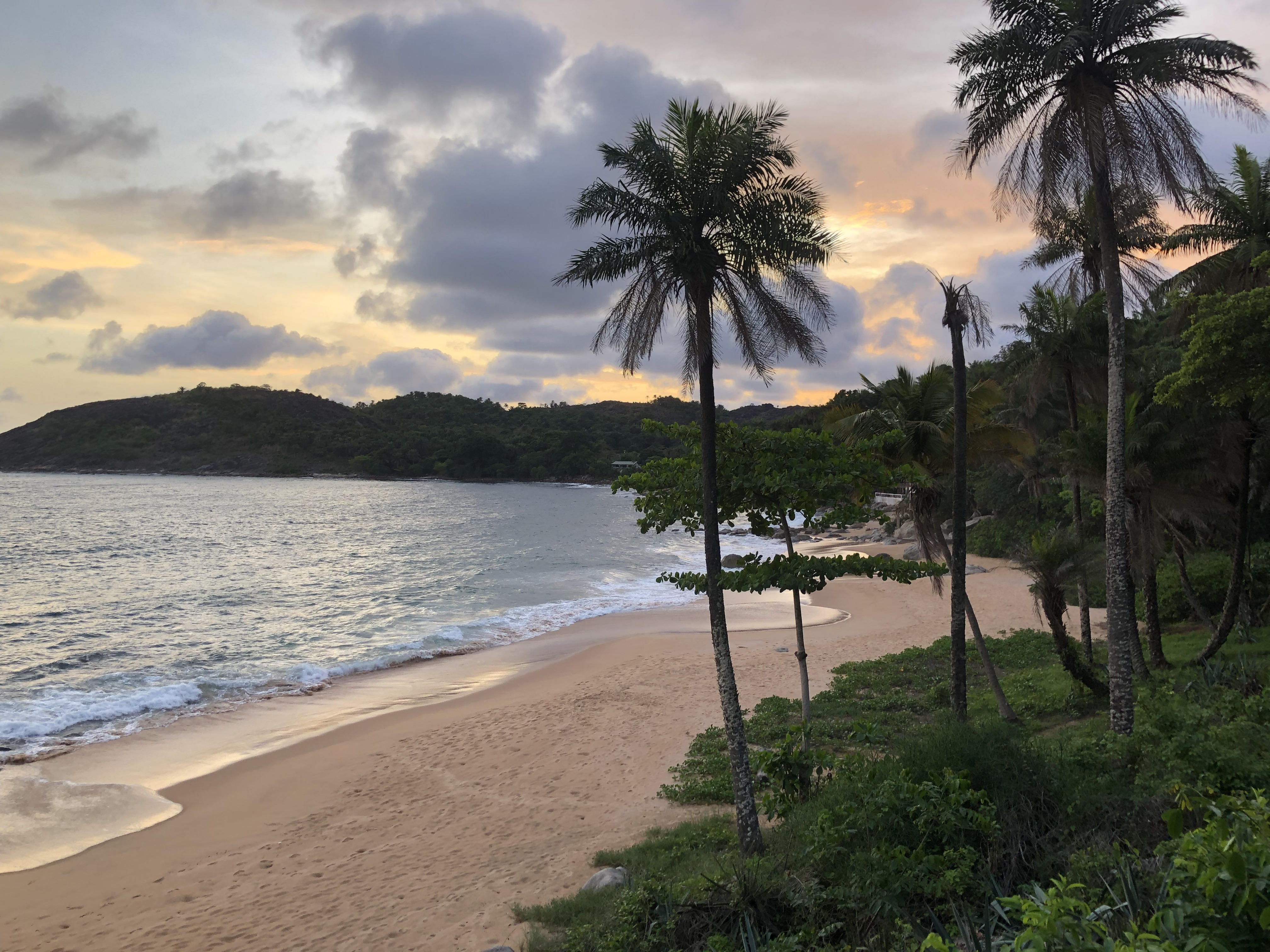